# Richard Aschberg
Richard Aschberg, född 5 april 1954 i Kungsholms församling i Stockholm, är en svensk journalist, som mellan åren 1986 och 2020 arbetade som reporter på Aftonbladet. Hösten 2020 värvades Aschberg av SVT:s Uppdrag granskning där han började i januari 2021.

## Biografi
Richard Aschberg är son till läkaren Sven Aschberg och Berith Franck, yngre bror till Robert Aschberg och sonson till finansmannen Olof Aschberg. Han är gift med Petra Aschberg, som är chefredaktör för Föräldrar & barn.
Aschberg har varit bland annat kriminal- och rättsreporter på tidningen. År 2001 tilldelades han tillsammans med Aftonbladet-kollegan Erik Korsås Stora journalistpriset för att de hade kartlagt och beskrivit sexhandeln på nätet. Utnämnandet väckte kritik från S-Kvinnor. Samma år blev han även reporter på Kalla fakta och ersatte Alice Bah Kuhnke.
År 2007 utsågs Aschbergs avslöjande, tillsammans med kollegerna Anders Johansson och Claes Petersson, om Trond Sefastsson till Månadens knäck av Resumé.
År 1995 medverkade han i tv-programmet Diskutabelt i TV3 och hamnade i ett verbalt bråk med Janne Josefsson. Samma år utsågs han till Sveriges av redaktionerna tionde mest eftertraktade nyhetsjägare. Som grävande journalist var Aschberg den som i Aftonbladet avslöjade och rapporterade om korruptionen inom fackförbundet Kommunal i januari 2016.
I januari 2021 började Aschberg som grävreporter på Uppdrag granskning.